# Derocheilocarididae
Derocheilocarididae är en familj av kräftdjur. Derocheilocarididae ingår i ordningen Mystacocaridida, klassen Maxillopoda, fylumet leddjur och riket djur. Enligt Catalogue of Life omfattar familjen Derocheilocarididae 13 arter. 
Derocheilocarididae är enda familjen i ordningen Mystacocaridida.
Kladogram enligt Catalogue of Life:
| Derocheilocarididae | \| \| Ctenocheilocaris \| \| \| \| \| \| Derocheilocaris \| \| \| \| |
|                     | \| \| Ctenocheilocaris \| \| \| \| \| \| Derocheilocaris \| \| \| \| |
|                     | Ctenocheilocaris                                                     |
|                     |                                                                      |
|                     | Derocheilocaris                                                      |
|                     |                                                                      |